# 동경의 잠자리
동경의 잠자리(일본어: 東京の宿, An Inn In Tokyo)는 일본에서 제작된 오즈 야스지로 감독의 1935년 드라마 영화이다. 사카모토 타케시 등이 주연으로 출연하였다.

## 출연

### 주연
- 사카모토 타케시
- 오카다 요시코

### 조연
- 리다 초우코
- 아오키 토미오